# Seznam iranskih igralcev
Seznam iranskih igralcev.

## A
- Akbar Abdi
- Golab Adineh
- Mahnaz Afshar
- Shohreh Aghdashloo
- Pegah Ahangarani
- Desiree Akhavan
- Taraneh Alidoosti
- Jahangir Almasi
- Siamak Ansari
- Fariborz Arabnia
- Daryoush Arjmand
- Reza Attaran

## B
- Asal Badiee
- Behnoosh Bakhtiari
- Sareh Bayat
- Hamed Behdad

## C
- Elham Charkhandeh

## D
- Delkash
- Mitra Djalili
- Sahar Dolatshahi

## E
- Ezzatollah Entezami
- Homayoun Ershadi
- Hadi Eslami

## F
- Parviz Fannizadeh
- Behzad Farahani
- Golshifteh Farahani
- Shaghayegh Farahani
- Asghar Farhadi
- Lily Farhadpour
- Mohammad Ali Fardin
- Farimah Farjami
- Bita Farrahi
- Hamid Farrokhnezhad
- Jahangir Forouhar
- Leila Forouhar
- Mohammad Reza Foroutan

## G
- Garsha
- Hengameh Gaziani
- Mehran Ghafourian
- Faramarz Gharibian
- Sorayya Ghasemi
- Bahman Ghobadi
- Mohammad Reza Golzar
- Googoosh

## H
- Elnaz Habibi
- Azita Hajian
- Mehdi Hashemi
- Jamshid Hashempour
- Leila Hatami
- Amin Hayai
- Shahab Hosseini

## J
- Rambod Javan
- Hamid Jebeli

## K
- Niki Karimi
- Hadi Kazemi
- Mahtab Keramati
- Mohammad Ali Keshavarz
- Reza Kianian
- Gowhar Kheirandish
- Shila Khodadad
- Fakhri Khorvash

## L
- Pouyan Lotfi

## M
- Majid Majidi
- Mohsen Makhmalbaf
- Nasser Malekmoti'ee
- Jamshid Mashayekhi
- Parvaneh Ma'soumi
- Esmail Mehrabi
- Dariush Mehrjui
- Mehran Modiri
- Bahman Mofid
- Ali Mosaffa
- Fatemeh Mo'tamed-Aria

## N
- Ahmad Najafi
- Azadeh Namdari
- Ali Nassirian
- Roya Nonahali

## O
- Leila Otadi

## P
- Hossien Panahi
- Parviz Parastouee
- Atila Pesyani
- Mahaia Petrosian
- Parsa Pirouzfar
- Parviz Pourhosseini
- Saeed Poursamimi
- Hassan Pourshirazi

## R
- Saeed Rad
- Bahram Radan
- Bahareh Rahnama
- Davoud Rashidi
- Reza Rashidpoor
- Baran Rasoulof
- Habib Rezaee
- Katajun Riahi
- Homa Rousta
- Reza Rouygari

## S
- Hossein Sarshar
- Parviz Sayyad
- Soroush Sehhat
- Elnaz Shakerdoost
- Khosrow Shakibaee
- Mozhdeh Shamsaee
- Mehraveh Sharifinia
- Mohammad Reza Sharifinia
- Jamileh Sheykhi
- Saed Soheili

## T
- Behnoosh Tabatabaei
- Iraj Tahmasb
- Amin Tarokh
- Sussan Taslimi
- Hedieh Tehrani

## V
- Marzieh Vafamehr
- Behrouz Vossoughi

## Z
- Merila Zare'i
- Leyla Zareh
- Niusha Zeighami